# Pyralis
Pyralis Linnaeus, 1758 è un genere di lepidotteri, appartenente alla famiglia Pyralidae, diffuso in tutto il mondo.

## Tassonomia

### Specie
- Pyralis caustica (Meyrick, 1884)
- Pyralis costinotalis Hampson, 1917
- Pyralis electalis Hulst, 1886
- Pyralis farinalis (Linnaeus, 1758)
- Pyralis faviusalis Walker, 1859
- Pyralis haematinalis (Saalmüller, 1880)
- Pyralis joannisi Leraut, 2005
- Pyralis kacheticalis (Christoph, 1893)
- Pyralis laudatella Walker, 1863
- Pyralis lienigialis Zeller, 1843
- Pyralis manihotalis Guenée, 1854
- Pyralis palesalis Walker, 1859
- Pyralis perversalis Herrich-Schäffer, 1849
- Pyralis pictalis (J. Curtis, 1834)
- Pyralis regalis Denis & Schiffermüller, 1775
- Pyralis subjectalis Walker, 1866
- Pyralis transcaspica Rebel, 1903
- Pyralis trifascialis Moore, 1877